# Friedrich Ludwig Jahn
Friedrich Ludwig Jahn (Lanz, 11 agosto 1778 – Freyburg, 15 ottobre 1852) è stato un pedagogista e patriota tedesco.
Jahn, conosciuto anche come Turnvater Jahn ('padre della ginnastica Jahn' o, più semplicemente, 'padre Jahn'), è noto per essere stato il fondatore del movimento ginnico tedesco e uno dei protagonisti del movimento nazionale e liberale tedesco all'inizio del XIX secolo.

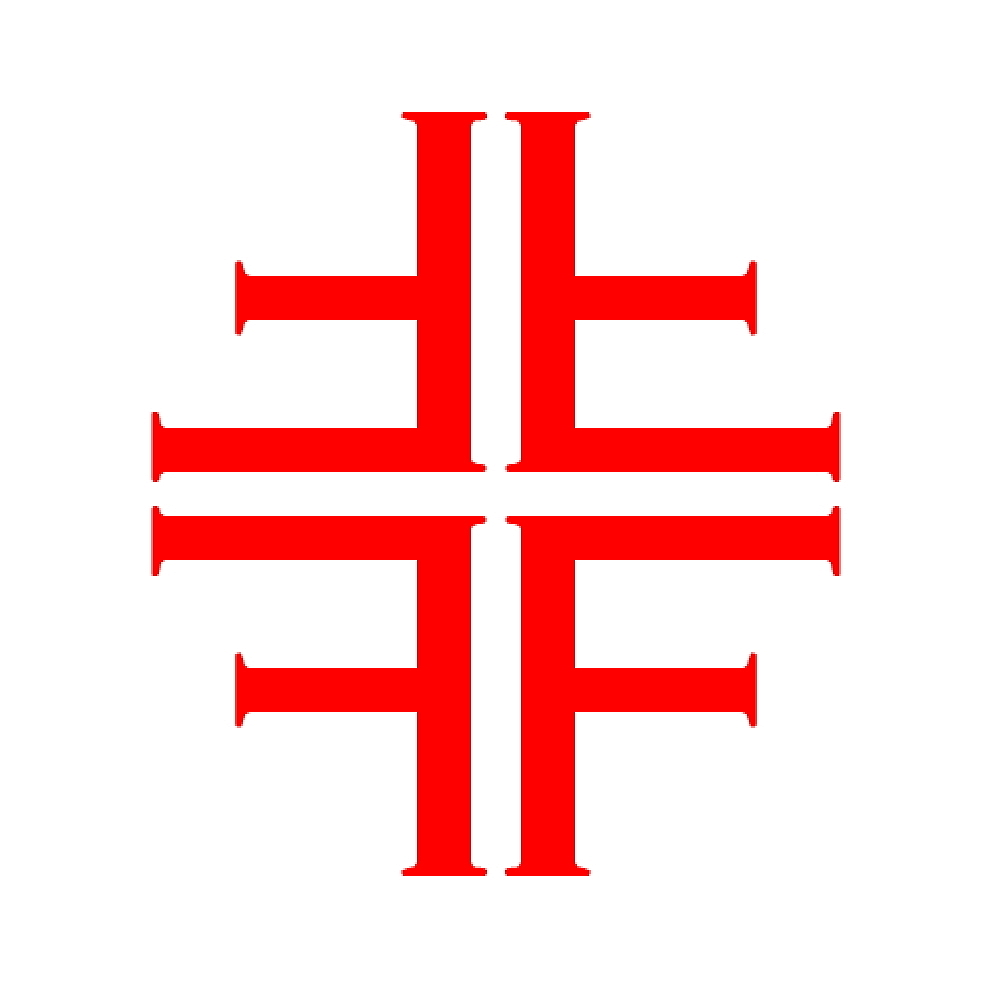
"Frisch, fromm, fröhlich, frei!". La Croce ginnica, o Croce dei ginnasti (Turnerkreuz): libera resa secondo il modello attualmente in uso.

## Giovinezza e studi
Figlio di un pastore protestante, ha la sua prima istruzione dal padre. Dal 1791 frequenta il Ginnasio di Salzwedel (in Altmark), in seguito ribattezzato in suo onore Jahngymnasium Salzwedel; da lì passa nel 1794 al Berlinisches Gymnasium zum Grauen Kloster ('Ginnasio al Convento Grigio') di Berlino, che lascia due anni più tardi senza concludere gli studi.
Privo dei requisiti (l'Abitur) per accedervi, egli s'immatricola comunque alla Facoltà di Teologia dell'Università di Halle, trascorrendo in seguito sette anni in diverse Università, tra cui quella di Greifswald, che deve abbandonare per cattiva condotta e, appunto, mancanza del titolo d'accesso.
Spinto dalla necessità economica, s'impiega come precettore privato, occupandosi intensamente di storia e lingua tedesche. A Halle sostiene la causa della purezza della lingua tedesca redigendo un libello sul 'Patriottismo in Prussia' (Über die Beförderung des Patriotismus im preussischen Reiche, con lo pseudonimo di D. C. C. Höpffner), ma, in seguito alle polemiche sollevate, deve trasferirsi a Breslavia. Spesso, negli anni trascorsi ad Halle intorno al 1800, Jahn si ritira in una caverna a strapiombo sul fiume di Halle, il Saale. Questa caverna, nota come Jahnhöhle (caverna di Jahn) è ancor oggi meta di visite.
Nel 1800 è processato a Lipsia e allontanato da tutte le Università tedesche; ciononostante frequenta (senza immatricolarsi) l'Università Viadrina a Francoforte sull’Oder. A Greifswald, nel 1802, incontra per la prima volta Ernst Moritz Arndt, con il quale elabora l'idea patriottica di una ‘Germania unita’.

## L'occupazione napoleonica
Subito dopo Jahn lascia Greifswald, ancora senza aver concluso gli studi, recandosi dapprima a Neubrandeburg, precettore dei figli del Barone Le Fort (1803-1804), quindi a Schmachthagen, nei pressi di Waren sul Müritz, precettore dei figli di Jürgen Martin Strecker (proprietario di un opificio vetrario noto come Sophienthal Glashütte); infine come docente privato a Jena.
Nel 1807 incontra a Schnepfenthal il suo ispiratore Johann Christoph Friedrich GutsMuths, a cui deve l'idea di un'arte ginnica tedesca. Durante la guerra contro Napoleone (battaglie di Jena e Auerstedt), Jahn presta servizio come corriere agli ordini del governo prussiano, con compiti di ricognizione e spionaggio.
Nel 1810 si reca a Berlino, all'istituto pedagogico Plamann, e a Berlino rimane come 'assistente' (Hilfslehrer) dopo aver fallito un concorso per un posto d'insegnante (Oberlehrer) a Königsberg, dedicandosi a tempo pieno all'arte ginnica.
Nel suo scritto, redatto nel 1808 e pubblicato nel 1810 a Lubecca, Deutsches Volksthum, espone i primi lineamenti del suo convinto nazionalismo etnonazionale o völkisch (altrimenti tradotto come nazional-patriottismo o etnopopulismo, la prima traduzione essendo meno efficace e precisa della seconda), maturato durante l'occupazione francese, a cui associa violenti attacchi ai "forestierismi" (Ausländerei) od all'"imbastardimento" con popolazioni latine (Verwelschung), intendendo in particolare la cultura francese.
Riferendosi, infatti, al fascino da questa esercitato nell'epoca precedente all'invasione napoleonica, ed all'imitazione delle belles lettres nella letteratura tedesca dell'età dei Lumi, così si esprime:
In quest'opera Jahn espone l'idea che solo una Germania unita possa aspirare ad un ruolo più rilevante in Europa, e solo come unione di tutti i tedeschi. Propone perciò, per primo, la soluzione ‘grande tedesca’ per la creazione della ‘Grande Germania’ (Großdeutschland), della quale devono entrare a far parte anche la Svizzera, i Paesi Bassi e la Danimarca. 
Capitale della nuova Germania unita avrebbe dovuto essere una città fondata ex novo, Teutonia, sita in Turingia, all'incrocio delle strade provenienti dalle città di confine del mondo tedesco: allora Ginevra, Klaipėda, Fiume, Copenaghen, Dunkerque e Sandomierz.

## Fondazione del movimento ginnico
Il 14 novembre 1810 Jahn fonda alla Hasenheide presso Berlino, con altri 11 camerati, la 'Lega tedesca' (Deutscher Bund), un'associazione segreta per la liberazione e l'unificazione della Germania.
Dalle lunghe escursioni che Jahn intraprende con i suoi allievi e seguaci, si giunge infine al regolare svolgimento di attività ginniche, aperte ufficialmente al pubblico dal 19 giugno 1811. La Hasenheide diviene così il primo campo ginnico tedesco dotato di attrezzi, seguendo il modello di GutsMuths. Secondo lo stesso modello sono organizzati gli esercizi fisici, intesi inizialmente soprattutto come competizione, e da Jahn denominati in tedesco Turnen (sorge così il termine tedesco per indicare la ginnastica, derivato direttamente dal ted. medievale turnen, ‘torneare’) sebbene con quest'ultimo termine Jahn passi poi ad indicare la totalità degli esercizi con attrezzi. Gli attrezzi vengono in seguito ulteriormente sviluppati, ed il loro uso completato da giochi atletici, nuoto, scherma ed escursioni.
L'attività ginnica costituisce dapprima quasi solo una colorita espressione dell'idea romantica di un movimento popolare contro i nemici della libertà, comprendendo tra di essi non solo i francesi, ma anche i Principi tedeschi che avevano collaborato con Napoleone, e che ancora ostacolavano l'unità e la libertà della nazione tedesca. Jahn, infatti, contrario alla divisione in piccoli stati (la cd. Kleinstaaterei) del popolo tedesco, si spende in diverse manifestazioni a favore di una Germania unita, ragion per cui verrà in seguito arrestato, trascorrendo sei anni in prigione (cfr. infra).
Nell'organizzare il suo movimento, egli concentra la propria attenzione sui giovani con l'obiettivo di prepararli, mediante un'attività fisica pubblica, ad un'eventuale guerra, sebbene intesa in senso più difensivo che offensivo. Cionondimeno, Jahn associa sempre l'attività ginnica, ‘educazione patriottica in preparazione alla guerra di liberazione’, ai suoi obiettivi politici: la liberazione della Germania dalla dominazione napoleonica, la creazione di un impero tedesco sotto la guida della Prussia e la partecipazione di ciascun singolo cittadino al bene comune.
Così, i ginnasti non solo sono allenati per essere in grado di combattere contro la Francia, ma sono anche indotti ad esercitare pressioni sulla corte prussiana per capeggiare una sollevazione contro l'occupante francese. In quell'occasione Jahn concorda con Scharnhorst e Hardenberg la fondazione di un primo 'corpo franco' (Freikorps – corpo di volontari), riunendolo al campo di raccolta prima che da parte dei ministri s'inoltri al Re la richiesta d'istituzione del 'corpo franco di Lützow'. 

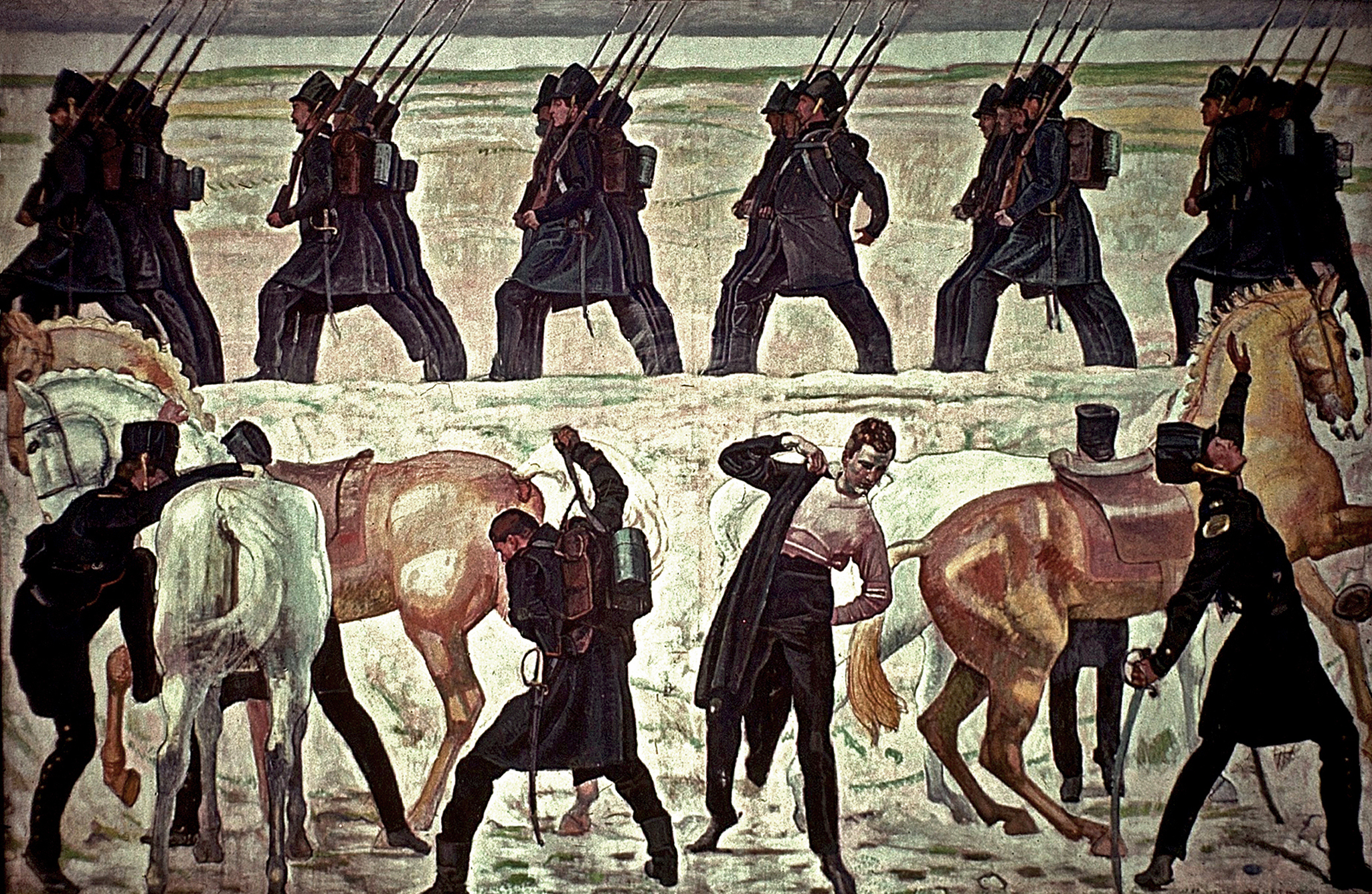
Marcia degli studenti di Jena appartenenti al Corpo Franco di Lützow, nella Guerra di Liberazione del 1813.
Pittura su tela (1902) di Ferdinand Hodler (1853-1918), conservato nell'Aula Magna dell'Università di Jena.

Con alcuni ginnasti berlinesi si dirige quindi a Breslavia, dove convince molti vecchi amici e conoscenti ad aggiungersi al Corpo. Nel viaggio di andata, passando per Francoforte sull'Oder, dove aveva cercato di frequentare l'Università, ordina la fondazione del primo campo ginnico al di fuori di Berlino (sui colli Laudon, alla periferia della città). Nel 'corpo franco' ha tra l'altro indispensabili funzioni nell'amministrazione, nell'incoraggiamento e nell'incitamento dei volontari, riuscendo ad evitare i controlli dell'occupante francese grazie alla sua approfondita conoscenza dei luoghi della Germania settentrionale e centrale. Per qualche tempo è inoltre posto a capo di un battaglione regolare dell'esercito prussiano.
Con la sconfitta di Napoleone nel 1813 alla Battaglia delle Nazioni presso Lipsia sono poste le premesse per la liberazione nazionale della Germania: il desiderio di Jahn in qualche modo può realizzarsi.
Nei giorni di quella memorabile battaglia Jahn formula inoltre le richieste che staranno poi a fondamento del movimento nazionale tedesco: libertà d'espressione, costituzione, unità nazionale (... freie Rede, Verfassung, Einheit des Vaterlandes...).
Nello stesso anno Jahn riprende in mano l'attività ginnica berlinese, diretta in supplenza dal suo collaboratore, Ernst Eiselen: da lì non lesina sforzi nel diffondere e consolidare l'idea dell'attività ginnica nazionale nelle diverse città tedesche, giungendo a inviare veri e propri "apostoli" della "rivoluzione' ginnica" (Vorturner).
Il 12 giugno 1815 è fondata a Jena la Urburschenschaft (la prima "corporazione studentesca" per Burschen, ossia studenti borsisti, generalmente di ceto elevato, politicamente attivi).
Nel 1816 viene dato alle stampe il più noto tra i libri di Jahn, coautore Eiselen, Die Deutsche Turnkunst ("L'arte ginnica tedesca"): vi sono compresi obiettivi, forme, contenuti e regole dell'arte ginnica tedesca. Queste ultime sono intese sia come regole di comportamento, sia come regole per la divisa ed i "colori" del movimento. L'opera, descritta come un ‘libro per la pratica, nato dalla pratica’ diviene in breve una sorta di Bibbia per una nuova educazione popolare attraverso il corpo (volkstümliche Erziehung über den Körper). 

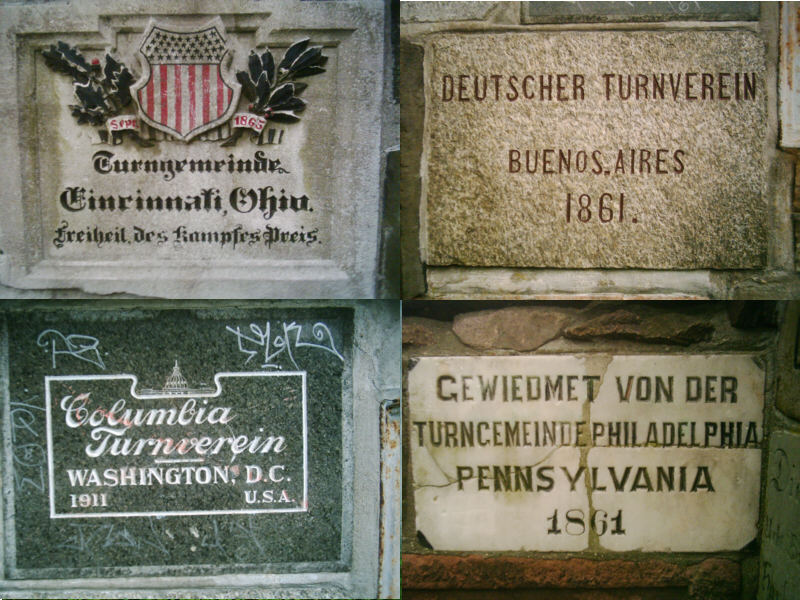
Alcune lapidi commemorative poste alla Hasenheide da membri di società ginniche transatlantiche.

Il libro è suddiviso nelle seguenti sezioni:
1. Prefazione: il volume è dichiarato frutto di un lavoro congiunto;
2. Trattazione degli esercizi ginnici propriamente detti: camminare, correre, saltare, oscillare e volteggiare, esercizi per la schiena, esercizi sulle sbarre, lanciare, tirare, spingere, sollevare, trasportare, rilassamento muscolare, lotta;
3. Giochi ginnici;
4. Modello di un campo ginnico e degli attrezzi ginnici;
5. Ordinamento e regole ginniche, esposizione del comportamento e della vestizione di ginnasti ed insegnanti.

È possibile collocare il punto di culmine e di svolta del primo movimento ginnico attorno agli anni 1817/1818. Dopo le guerre di liberazione le forze conservatrici prussiane riprendono vigore: in questo modo la ‘primavera riformatrice’ (se mai esistita) ha termine. Tutti coloro che si oppongono sono messi a tacere, con il carcere o l'allontanamento; lo stesso Jahn è arrestato, non potendo più avvalersi del sostegno dei ministri che fino ad allora lo avevano assecondato. Molti ginnasti, costretti all'emigrazione, prendono la via per le Americhe.

## La Restaurazione: condanna ed esilio

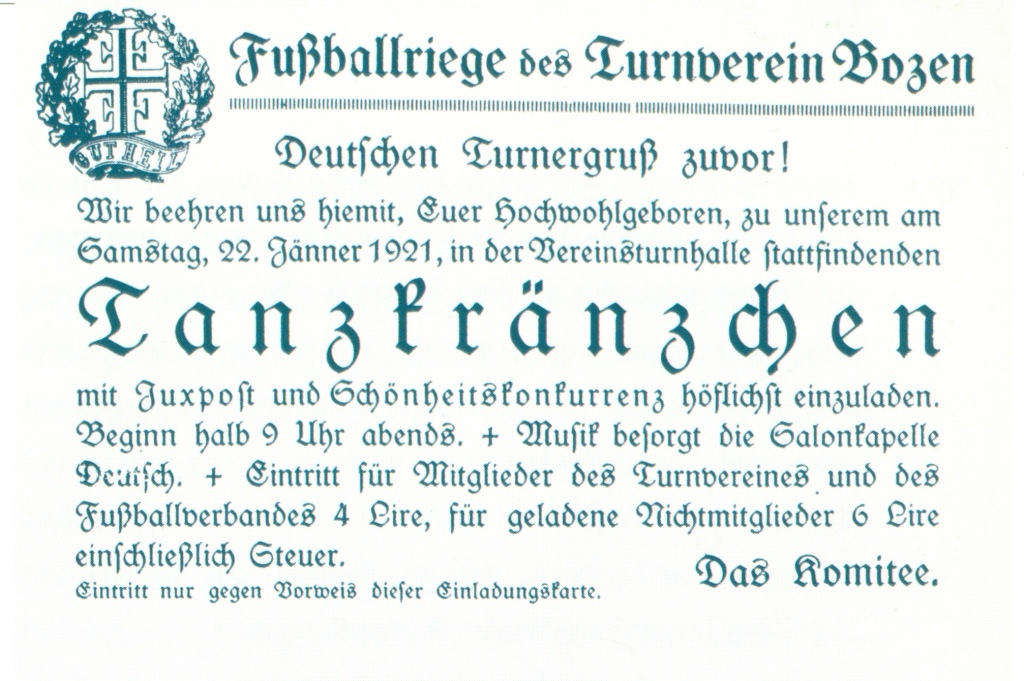
Invito del Turnverein Bozen del 1921 con il Turnerkreuz quale emblema

Il Congresso di Vienna delude le aspettative di Jahn: la politica dell'equilibrio legittimista perseguita da Metternich, accolta dalle Potenze che vi partecipano, significa per la Germania la permanenza della divisione in staterelli. Alla napoleonica Confederazione del Reno non segue la restaurazione del vecchio Reich, ma una Confederazione Germanica che, pur riducendo il numero di staterelli, non risolve la richiesta di unità nazionale. Inoltre, la reazione colpisce anche i movimenti liberali e nazionali sorti nei territori della Confederazione. Dei veri obiettivi di Jahn è quindi stata raggiunta solo la liberazione dall'occupante francese.
Nel 1817 Jahn inizia una serie di conferenze sull'etnos (Volkstum) tedesco, in occasione delle quali attacca gli abusi perpetrati ad opera dell'esercito prussiano e deplora la limitazione dei diritti civili da parte del governo. In questo modo tuttavia, oltre a molti seguaci, si attira l'ira di potenti avversari, come il cancelliere prussiano Hardenberg, che pone tutte le attività ginniche nelle scuole direttamente sotto il controllo statale. Jahn, inoltre, dà voce alle sue istanze nazionalistiche con toni tanto accesi, da urtare non di rado gli stessi uditori dei suoi seminari, come quando per es. pretende di abolire nelle scuole l'insegnamento della lingua straniera allora più utilizzata, il francese.

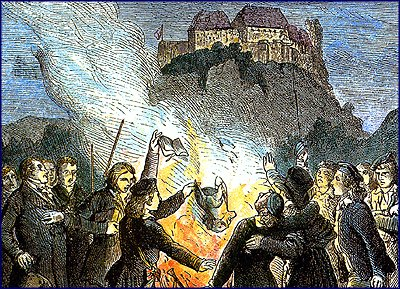
Rogo di libri alla Festa studentesca della Wartburg il 18 ottobre 1817. Vennero bruciati, tra gli altri: il Codice Napoleone (allora ancora vigente presso alcuni Stati tedeschi), la Storia dell'Impero germanico di August von Kotzebue, la Restaurazione della scienza politica di Karl Ludwig von Haller, il volume Sovranità e costituzioni statali di Friedrich Ancillon, il Codice della Gendarmeria prussiana.
(Fonte: Bildarchiv Preußischer Kulturbesitz, Berlino).

Strettamente collegate alle associazioni ginniche (Turnerschaften) erano le corporazioni, o associazioni, studentesche, le Burschenschaften (variamente tradotte come "confraternite", "leghe virili" ecc.), per cui non di rado v'erano ginnasti che appartenevano alle confraternite e viceversa. È in collaborazione con le Burschenschaften che tra il 18 ed il 19 ottobre 1817 è celebrata, su iniziativa di Jahn, la prima Festa della Wartburg, momento culminante del movimento ginnico in Germania, giunto allora a contare oltre cento campi ginnici solo in Prussia. In quell'occasione ha luogo il primo rogo di libri in epoca moderna in ambito germanofono. Lo stesso Jahn aveva compilato la lista dei libri: un suo allievo, Hans Ferdinand Maßmann, dirige l'azione. Quest'atto simbolico attira su di sé l'ira del Ministro degli Esteri austriaco (più tardi Cancelliere) Metternich e, di riflesso, del Governo prussiano. Jahn non fa nulla per stornare da sé i sospetti, ragion per cui quel Semestre invernale gli viene proibito di tener lezioni universitarie sul suo Deutsches Volksthum.
Una faida scoppiata tra diversi gruppi ginnici a Berlino e a Breslavia nell'estate del 1818 (Breslauer Turnfehde), gli attira nuove, ulteriori critiche, in particolare sui contenuti patriottico-religiosi dei suoi interventi.
Sono non da ultimo questi avvenimenti, oltre alla Festa della Wartburg, alcuni tra i motivi che spingono i governi tedeschi a promulgare i celebri deliberati di Karlsbad il 1º settembre dell'anno successivo. In seguito a questi è decisa in Prussia la cosiddetta "persecuzione dei demagoghi" (Demagogenverfolgung) ed è proibita la ripresa degli esercizi ginnici alla Hasenheide, con il pretesto ch'essi, intrapresi in orario scolastico, devono essere sottoposti alla sorveglianza dell'autorità scolastica.
Le conseguenze dei deliberati di Karlsbad colpiscono anche più pesantemente il movimento ginnico. Nel clima persecutorio che li precede, Jahn è arrestato il 13 luglio 1819. In seguito, dopo la loro approvazione da parte della Dieta federale (20 settembre 1819) vengono proibite le associazioni studentesche, le Università poste sotto controllo statale, molti ginnasti e Burschenschaftler sottoposti a controlli di polizia.
Nel 1820 viene ordinata in Prussia la sospensione di tutte le attività ginniche, il cosiddetto "Blocco Ginnico" (Turnsperre); nonostante il divieto, però, esercizi ginnici hanno ugualmente luogo in altre, diverse regioni tedesche.
L'inchiesta relativa a Jahn ed ai suoi collaboratori è condotta dallo scrittore, nonché giudice del tribunale camerale, E. T. A. Hoffmann. Jahn minimizza il ruolo svolto nel decennio precedente, e la sua versione è supportata dalla testimonianza dei collaboratori indagati.
Hoffmann, personalmente contrario al clima persecutorio verso i protagonisti della guerra di liberazione nazionale, emette una sentenza mite a fronte delle accuse del consigliere governativo Jahnke, già membro della Lega tedesca segreta dello stesso Jahn. Quest'ultimo avrebbe dovuto essere rilasciato in quanto non erano stati ravvisati nei suoi atti gli estremi di tendenze "cospirative" (hochverräterische Tendenzen); per pressioni superiori è però condannato a cinque anni di carcere, in quanto lo si ritiene, non a torto, uno dei padri spirituali del movimento liberale e nazionale, accanto al filosofo Johann Gottlieb Fichte ed allo scrittore Ernst Moritz Arndt.
Jahn trascorre i cinque anni successivi nelle carceri di Spandau, Küstrin e Kolberg. Liberato il 15 marzo 1825, gli è fatto divieto di abitare dentro o in vicinanza di città universitarie o ginnasiali; deve inoltre tenersi ad almeno dieci miglia di distanza da Berlino.
Dal 1825 fino alla morte nel 1852 Jahn vive, dapprima sotto custodia, a Freyburg an der Unstrut (oggi in Sassonia-Anhalt), dove apre nel 1842, subito dopo l'abolizione del Blocco ginnico, quella che a tutt'oggi è la più antica palestra tedesca; ciò non impedisce che dal 1828 al 1835 sia costretto a trasferirsi a Kölleda a causa dei sospetti che circondano i suoi contatti con studenti e professori.

## Riabilitazione e riconoscimenti
Nel corso degli anni i controlli vengono allentati, medici e pedagogisti perorano la causa degli esercizi ginnici nella pratica didattica, e questi sono nuovamente permessi nei ginnasi a partire dal 1837.
Nel 1840, sotto il nuovo Re prussiano, Federico Guglielmo IV di Prussia, Jahn è amnistiato, riabilitato e decorato con la Croce di Ferro, tanto a lungo negatagli, per i suoi meriti durante le guerre di liberazione.
Nel 1842 è sospeso anche ufficialmente il Blocco ginnico, le attività ginniche riprendono regolarmente, e divengono persino materia ‘di studio’ nel curricolo scolastico.
Nel 1848 Jahn è eletto all'Assemblea Nazionale di Francoforte; si distacca definitivamente dall'attività ginnica nazionale e ‘patriottica’ e si risolve ad aderire ai nuovi orientamenti per la pace e l'ordine, sostenendo la politica dinastica prussiana. In questo modo Jahn rinuncia del tutto alla sua antica aspirazione nazionale volkstümlich, guadagnando in compenso ampi riconoscimenti per i suoi meriti nel campo dell'educazione fisica (Leibeserziehung).
Jahn muore nel 1852 a Freyburg an der Unstrut; il suo corpo è tumulato sul frontone della prima palestra tedesca, da dove sarà rimosso in occasione dei giochi olimpici di Berlino nel 1936, per essere infine collocato nella corte d'onore della sua abitazione, da lui costruita nel 1839. Essa ospita a tutt'oggi il museo dedicato alla sua persona, il Friedrich-Ludwig-Jahn-Museum.

## Ideologia e teoria ginnica

### Frisch, fromm, fröhlich, frei(sano, pio, lieto, libero)
Il motto del movimento ginnico tedesco (le ‘quattro F’) risale ad una rima studentesca del XVI secolo (Frisch, frey, fröhlich, frumb / Sind der Studenten Reichthumb! – «[Esser] sani, liberi, lieti e pii/ è questa la ricchezza degli studenti!»). Nel 1843 Jahn spiegò così il motto che aveva fatto scolpire sul frontone della sua casa, oggi museo, alla comunità ginnica di Francoforte:
- Frisch nach dem Rechten und Erreichbaren streben, das Gute thun, das Bessere bedenken, und das Beste wählen;
- frei sich halten von der Leidenschaft Drang, von des Vorurtheils Druck, und des Daseins Ängsten;
- fröhlich die Gaben des Lebens genießen, nicht in Trauer vergehn über das Unvermeidliche, nicht in Schmerz erstarren, wenn die Schuldigkeit gethan ist, und den höchsten Muth fassen, sich über das Mißlingen der besten Sache zu erheben;
- fromm die Pflichten erfüllen, leutseelig und volklich[7], und zuletzt die letzte, den Heimgang.

Dafür werden Sie gesegnet sein, mit Gesundheit des Leibes und der Seele, mit Zufriedenheit so alle Reichthümer aufwiegt, mit erquickenden Schlummer nach des Tages Last, und bei des Lebens Müde durch sanftes Entschlafen.»
- Sano: tendere a ciò che è giusto e conseguibile, fare il bene, pensare al meglio, scegliere l’ottimo[6].
- Libero: mantenersi liberi dalla spinta delle passioni, dal peso del pregiudizio, dalle paure dell’esistenza.
- Lieto: godere dei doni della vita, non abbandonarsi allo sconforto dinanzi all’inevitabile, una volta passata la prova non mantenersi nel dolore, farsi animo e risollevarsi dinanzi al fallimento delle migliori imprese.
- Pio: compiere i propri doveri, con affabilità e socievolezza[7], fino all’ultimo: tornare al focolare.

Per questo Loro saranno benedetti, con la salute dell’anima e del corpo, con una soddisfazione che vale ogni ricchezza, con il sonno ristoratore dopo le fatiche della giornata, e dalla fatica della vita, con un sereno spirare.»

#### La croce dei ginnasti

Variante della bandiera con Croce ginnica della Deutsche Turnerschaft fino al 1936.
Attuale croce ginnica in uso all'odierno Deutscher Turner-Bund.
Lo stemma della italiana SEF Virtus Bologna.

Dalle lettere iniziali del motto del movimento ginnico, le quattro F, un incisore di Darmstadt, Johann Heinrich Felsing, ricavò tra il 1843 ed il 1846 la cd. ‘Croce ginnica’ (Turnerkreuz).
(Johann Heinrich Felsing (1800-1875), 1846.)
Il motto di Frisch, fromm, fröhlich, frei fu successivamente utilizzato e adattato, dall'Ottocento, anche in altre lingue e paesi:
- Danese: Frisk, from, freidig, fri
- Inglese: Frank, fresh, frish, free
- Francese: Franc, frais, fier, fort
- Italiano: Franco, fresco, fiero, forte
- Olandese: Vroed, vrank, vrij, vroom
- Portoghese: Franco, fresco, fero, forte
- Svedese: Frisk, from, fröjdefull, fri
- Spagnolo: Franco, fresco, firme, fuerte

Nel periodo del cosiddetto 'Blocco ginnico' (Turnsperre) e a seguito della Märzrevolution del 1848 molti ginnasti tedeschi emigrarono negli Stati Uniti d'America; essi introdussero il motto e la croce dei ginnasti nei club e nelle associazioni di ginnastica che vi venivano mano a mano fondati.

Il termine fromm, pio, fu sempre più eliminato; nel 1880 avvenne ufficialmente la conversione delle quattro F al motto Frisch und Frei, Stark und Treu (Fresco e libero, forte e fedele) dell'associazione di ginnastica American Turners, fondata a Cincinnati nel 1848 dai tedeschi Carl Beck (di Heidelberg), Charles Follen (Gießen) e Francis Lieber (Berlino): la lingua era ufficialmente il tedesco.

Infine, anche la socialista 'Lega ginnica dei lavoratori', fondata nel 1893, mutò il motto di Jahn in ‘Frisch – Frei – Stark – Treu’ ('sano, libero, forte, fedele'), togliendo le ‘F' di Fromm (pio) e Fröhlich (lieto), considerate espressioni dell'ideologia borghese e conservatrice.

### Contributi alla pratica ginnica
Concezioni relative all'arte ginnica tedesca, realizzate per la prima volta da Jahn e dai suoi collaboratori sul campo della Hasenheide, si sono mantenute nel tempo e si possono tuttora rintracciare nell'odierna pratica ginnica, nei suoi fini e denominazioni, in particolare nel genere atletico della ginnastica artistica (in tedesco denominata Kunstturnen o più spesso Gerätturnen o Geräteturnen, "ginnastica con attrezzi"), maschile in particolare, ma anche femminile.
In questo modo Jahn ha posto le basi non solo della pratica ginnica, ma anche di gran parte dell'odierna pratica atletica.
In particolare, ispirandosi nel suo ideale fisico ad un modello classico d'ispirazione greca, secondo quanto già voluto da Winckelmann (edle Einfalt und stille Größe: nobile semplicità e quieta grandezza), Jahn ha insistito sullo sviluppo armonioso di tutto il corpo mediante movimenti coordinati ed esercizi coinvolgenti diverse aree muscolari.
Jahn perfezionò gli esercizi alla trave, le parallele simmetriche (queste a loro volta sviluppate da una scala privata dei pioli), la sbarra ed il cavallo (volteggio).

## L'eredità culturale

### L'associazioneFriedrich-Ludwig-Jahn-Gesellschaft
La Förderverein zur Traditionspflege und Erhaltung der Friedrich-Ludwig-Jahn-Gedenkstätten (Associazione senza scopo di lucro per la conservazione e la tutela della tradizione e dei memoriali dedicati a Friedrich Ludwig Jahn), fondata nel 1992, è stata ridenominata nel 2008 Friedrich-Ludwig-Jahn-Gesellschaft e. V. (Associazione riconosciuta Friedrich-Ludwig-Jahn), e prosegue la sua attività come associazione registrata (eingetragener Verein) con sede a Freyburg an der Unstrut.
I compiti dell'associazione sono stati ampliati e comprendono ora i seguenti obiettivi: ricerca sulla persona, le idee ed i collaboratori del fondatore del movimento ginnico tedesco; interpretazione del suo significato e rivalutazione della sua importanza storica, conservazione e diffusione del patrimonio ideale del movimento ginnico tedesco.
L'associazione inoltre intrattiene rapporti con la Federazione ginnica tedesca, le associazioni ginniche regionali, vari istituti universitari, nonché con scuole, musei ed organizzazioni che si sentono legati agli obiettivi dell'associazione stessa: negli ultimi anni è stato registrato un crescente interesse intorno alla figura di Jahn.
Esiste anche una biblioteca specializzata, la Friedrich-Ludwig-Jahn-Bibliothek.

## Monumenti e celebrazioni

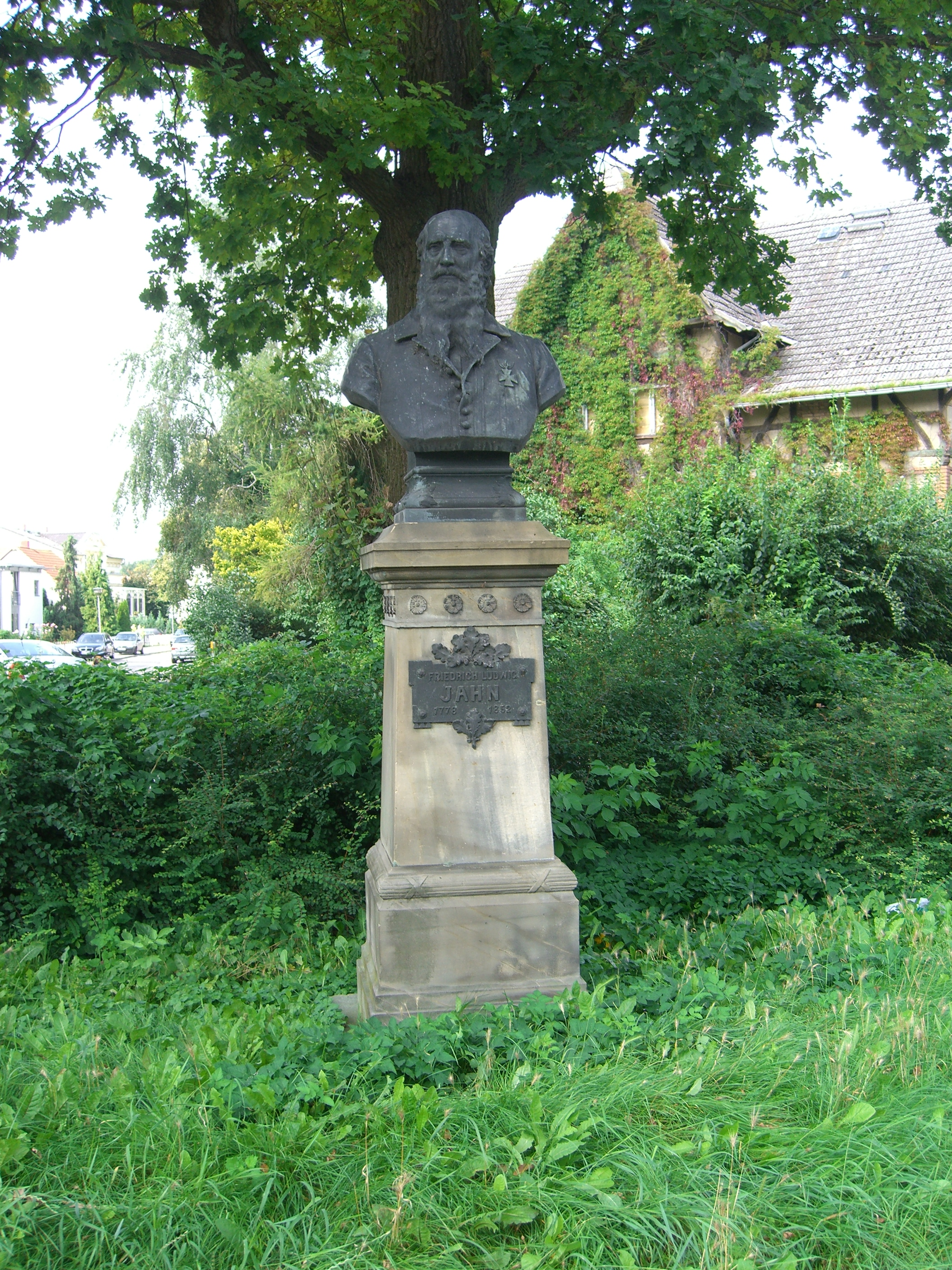
Busto di Jahn a Neubrandenburg
(Scultura di Martin Wolff, 2007.)

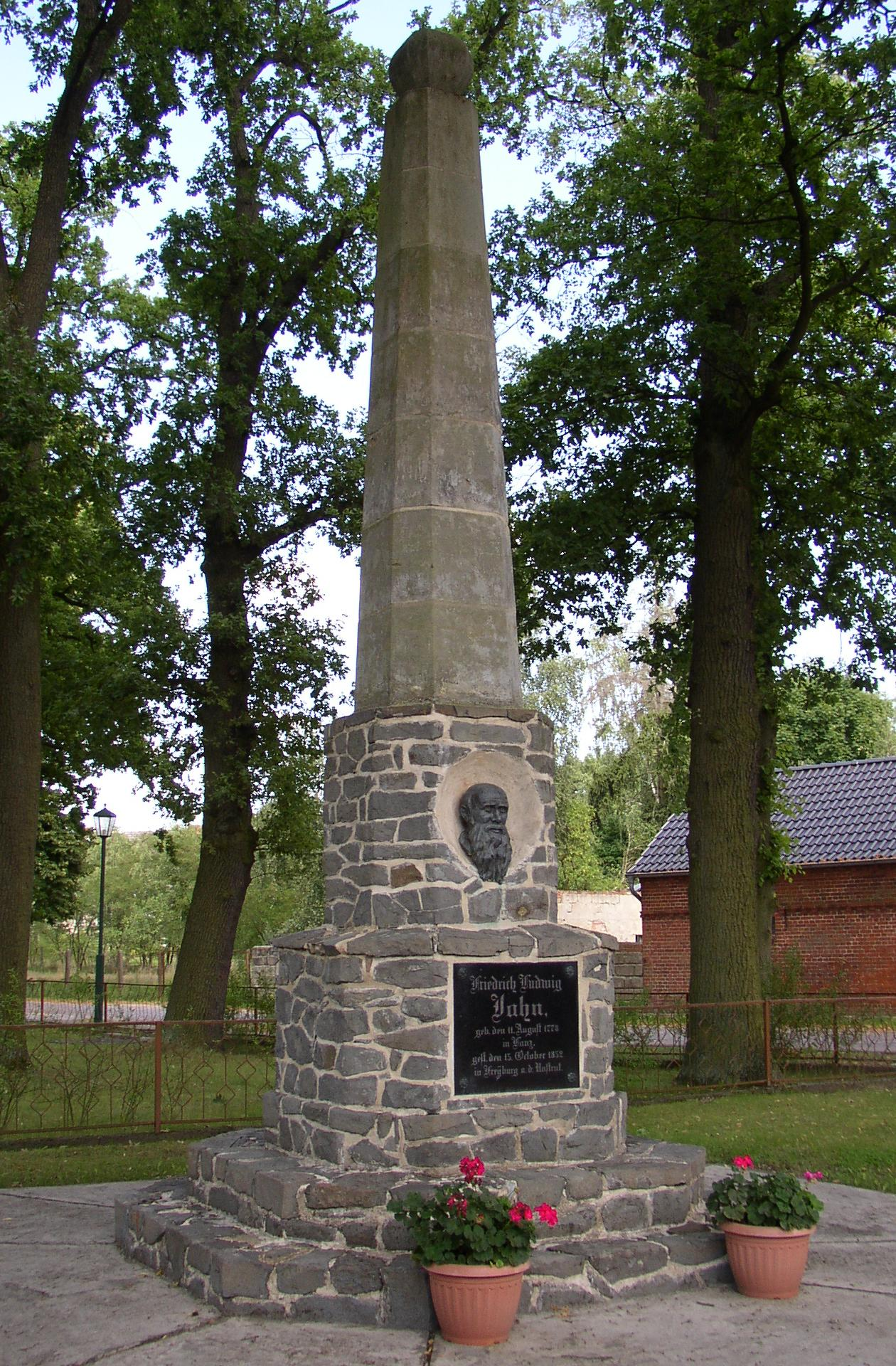
Memoriale a Jahn a Lanz, città natale del Turnvater (inaugurato il 7 agosto 1865).

Nel corso della sua vita Jahn ha vissuto ed operato in diverse città tedesche. In alcune di esse sono stati eretti dopo la sua morte diversi monumenti alla sua memoria, ed incise molte lapidi.
Nel 1878 fu eretto un imponente memoriale sul luogo di fondazione del movimento ginnico, la Hasenheide presso Berlino. Questo aspetto delle celebrazioni monumentali all'interno del movimento ginnico è stato inquadrato dallo studioso George L. Mosse nell'ambito della celebrazione del ‘mito’ nazionale del Reich guglielmino, annoverandolo tra i prodromi della ‘nuova politica’ , attuata poi in Germania in occasione dell'ascesa al potere del movimento hitleriano. 
Monumenti in suo onore sono stati eretti anche all'estero, particolarmente in America settentrionale, dove molti ginnasti si erano rifugiati all'epoca delle persecuzioni causate dai deliberati di Karlsbad: il maggiore è sito a St. Louis, nello stato del Missouri (Forest Park).
In suo onore molte associazioni ginniche ne hanno assunto il nome, tra le quali la più nota è forse la SSV Jahn di Ratisbona. Anche alcuni stadi tedeschi recano il nome del fondatore del movimento ginnico tedesco.

## Critiche
I contemporanei videro in Jahn essenzialmente un patriota, vale a dire un esponente delle idee liberali e nazionali che erano emerse nel corso degli anni dell'occupazione francese.

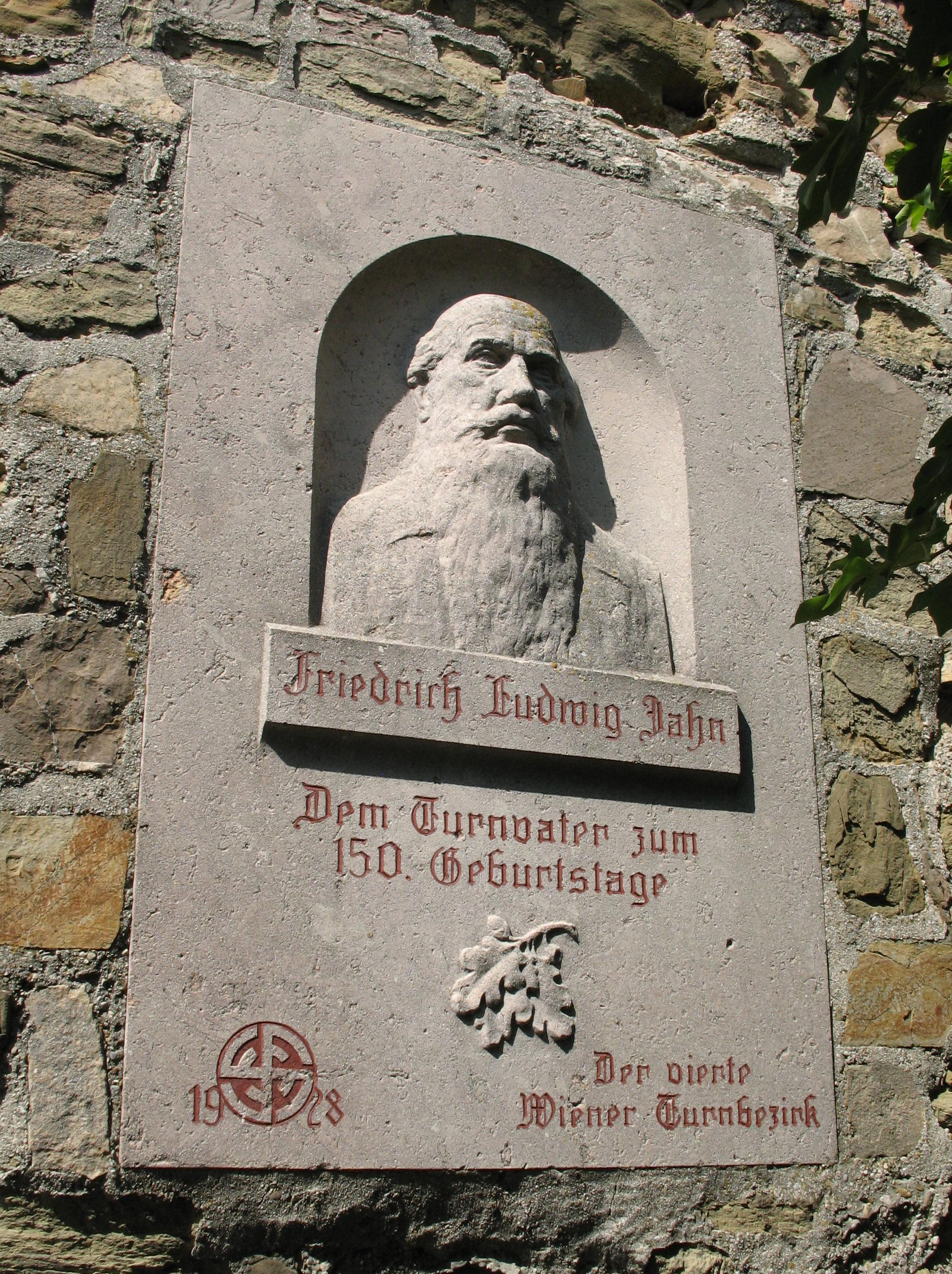
Lapide commemorativa dedicata a Jahn dal 'quarto circolo ginnico' della città di Vienna in occasione del 150º anniversario di nascita del Turnvater. Si noti in basso a sinistra la particolare riproduzione del Turnerkreuz. La memorialistica ginnica diffusa anche in territori non germanici di lingua tedesca testimonia la perdurante vitalità dell'ideale pantedesco propagandato da Jahn.

Il principale scopo perseguito da Jahn, la riunificazione di tutti i tedeschi, era da una parte la risposta alle mire espansionistiche della Francia napoleonica, dall'altra la rivendicazione al ‘popolo’ del suo ruolo di salvaguardia nazionale, contro i Principi dinastici che avevano collaborato con l'occupante, senza riguardo verso le popolazioni assoggettate.
Da queste posizioni s'intende tanto la lunga lotta di Jahn a favore di una costituzione liberale a garanzia dei diritti fondamentali, in particolare della libertà d'espressione, quanto la sua difesa della "purezza" della lingua e cultura tedesche contro influenze estere, in particolare francesi.
Il modo di Jahn di condurre la lotta politica risponde quindi alla situazione dell'epoca: oltre alle pubblicazioni, alle lezioni ed agli esercizi ginnici, di lui si ricorda l'organizzazione della prima Festa della Wartburg, durante la quale avvenne anche il famigerato rogo di libri già menzionato.
Tuttavia, già nei primissimi anni successivi all'occupazione napoleonica, non mancò chi sottolineò nelle opere e nell'operato di Jahn (nonché di Arndt e Fichte) l'affiorare di preoccupanti tendenze nazionaliste e antigiudaiche a sfondo mistico (o 'fanatico'). Questo avvenne nel libello di Saul Ascher, significativamente intitolato Germanomanie. In esso Jahn veniva definito, in una con Fichte e Arndt, come uno dei 'germanomani' che più avevano contribuito a combattere le correnti favorevoli ad una progressiva emancipazione degli ebrei, in nome di una 'teutonicità' che veniva ad identificarsi con la 'cristianità' tout court. Ascher peraltro riconosceva lucidamente che la radice di questa presa di posizione si ritrovava nella reazione nazionale alla 'gallomania' importata dalla Francia con le truppe napoleoniche, con le loro razzie e con le loro violenze, nel nome e per conto degli ideali della Rivoluzione francese. Il libello di Ascher fu ovviamente una delle prime opere ad essere incenerite nel rogo di libri promosso da Maßmann.
D'altra parte, le dure prese di posizione etnonazionali (o 'nazional-patriottiche') presenti nelle opere di Jahn, la sua capacità di organizzare le masse in un movimento nazionale, l'esaltazione della forza e della fisicità, il culto classicista della perfezione fisica: questi tratti del movimento ginnico vennero letti nel Novecento come preparazione o almeno precorrimento del carattere völkisch del regime nazista.
Simile interpretazione ebbe successo in particolare nella storiografia inglese a partire dallo studio, apparso nel 1941, di Peter Viereck, corroborata dalla rivendicazione dell'eredità del movimento ginnico da parte nazista.
Quest'appropriazione era avvenuta nel ventennio precedente allo scoppio della Seconda Guerra Mondiale mediante opere di studiosi come Edmund Neuendorff e Karl Müller. Fu in particolare uno dei più noti slogan attribuiti a Jahn (almeno a partire da Treitschke) ad essere ripreso nel 1925 dalla montante campagna antisemita, che giunse ad indicare nel Turnvater l'antesignano delle dottrine antisemite, nazionaliste, razziste. Alfred Baeumler, il maggiore pedagogista nazista, inseriva infine Jahn tra i precursori del movimento völkisch novecentesco in una nota monografia, in cui interpretava la fondazione del movimento ginnico come realizzazione di un progetto principalmente politico, inteso in chiave razzista.
L'anacronistico inserimento di Jahn nell'ideologia nazista tuttavia, pur funzionale agli scopi politici del movimento hitleriano, non poteva essere comprovato da alcun documento significativo, come notarono già il primo avversario delle tesi di Viereck, Jacques Barzun e, successivamente, Hannah Arendt, che distinse con precisione il razzismo 'nazionale', espresso da Jahn e Arndt, dal razzismo 'imperialistico', vera concausa del sorgere dei totalitarismi novecenteschi.
In tempi più recenti lo storico George L. Mosse ha tuttavia dimostrato il concorso del movimento ginnico nel creare le premesse di una più vasta mobilitazione delle masse in base ad un'ideologia etnonazionale o nazional-patriottica; certo non la causa principale, ma una delle molte concause che portarono all'affermazione di una ‘nuova politica’, nella quale le istanze di libertà individuali venivano ad essere negate a vantaggio della totalità del gruppo o del movimento politico:
(Mosse, op. cit., pp. 189/190.)
Impietoso, dal punto di vista dell'eredità culturale e letteraria, il giudizio del celebre germanista Ladislao Mittner (1902-1975):
(Mittner, Letteratura tedesca, vol. II,3 , Einaudi, Torino, 1971; p. 864)

## Opere
Jahn sostenne in diverse opere i suoi ideali nazionali e liberali, e il progetto di un movimento ginnico nazionale che coniugasse un ideale di bellezza e armonia alla rigenerazione spirituale del popolo tedesco. Queste sono le principali:
- Über die Beförderung des Patriotismus im preussischen Reiche (Halle, 1800);
- Bereicherung des hochdeutschen Sprachschatzes ['Arricchimento del lessico alto tedesco'] (Lipsia, 1806);
- Das deutsche Volksthum ['Etnos tedesco'] (Lubecca, 1809);
- Runenblätter ['Foglie runiche'] (Francoforte, 1814);
- Die Deutsche Turnkunst ['L'arte ginnica tedesca'] (Berlino, 1816);
- Neue Runenblätter ['Nuove foglie runiche'] (Naumburg, 1828);
- Merke zum deutschen Volksthum ['Annotazioni sull'Etnos tedesco'] (Hildburghausen, 1833);
- Denknisse eines Deutschen ['Memorie di un tedesco'] (Schleusingen, 1835);
- Selbstvertheidigung ['Apologia di sé stesso'] (Lipsia, 1863).

Un'edizione completa dei suoi lavori è apparsa tra il 1884 ed il 1887 in quattro volumi a Hof. 
Le principali biografie sono quelle di F. G. Schultheiss (Berlino, 1894), e di J. Friedrich, Jahn als Erzieher (Monaco, 1895).